# 灵山卫 (古代)
灵山卫，明朝时设置的卫所。洪武五年（1372年）置，治所在今青岛市黄岛区灵山卫街道。领左、前、后三千户所。属山东都司。清朝雍正十二年（1734年）省。